# Resolució 1486 del Consell de Seguretat de les Nacions Unides
La Resolució 1486 del Consell de Seguretat de les Nacions Unides fou adoptada per unanimitat l'11 de juny de 2003. Després de reafirmar totes les resolucions sobre la situació a Xipre, en particular la Resolució 1251 (1999), el Consell va prorrogar el mandat de la Força de les Nacions Unides pel Manteniment de la Pau a Xipre (UNFICYP) durant un període addicional de sis mesos fins al 15 de desembre de 2003.
El Consell de Seguretat va prendre nota de la crida a l'informe del secretari general Kofi Annan a les autoritats de Xipre i Xipre del Nord per abordar urgentment la situació humanitària de les persones desaparegudes. També es va felicitar pels esforços per sensibilitzar el personal de manteniment de la pau de les Nacions Unides en la prevenció i el control del VIH / SIDA i altres malalties.
En l'ampliació del mandat de la UNFICYP, la resolució va ratificar un augment de fins a 34 membres de la policia de la UNFICYP després de l'aixecament parcial de les restriccions a la llibertat de moviment entre els costats grec i turc de l'illa. També va assenyalar els passos limitats del costat turcoxipriota per facilitar algunes restriccions imposades el 30 de juny de 2000 a les operacions de la UNIFCYP, demanant que s'eliminessin les restants restriccions. Hi havia preocupació per les noves violacions per la part turcoxipriota i se'ls va instar a restaurar el statu quo militar a Strovilia.
Finalment, es va demanar al Secretari General que informés al Consell l'1 de desembre de 2003 sobre l'aplicació de la resolució actual.